# Taktaszada
Taktaszada ist eine ungarische Gemeinde im Kreis Szerencs im Komitat Borsod-Abaúj-Zemplén.

## Geografische Lage
Taktaszada liegt in Nordungarn, 29 Kilometer östlich des Komitatssitzes Miskolc, 6 Kilometer südwestlich der Kreisstadt Szerencs an dem Kanal Takta-övcsatorna. Nachbargemeinden sind Prügy und Taktaharkány.

## Sehenswürdigkeiten
- Heimatmuseum (Tájhaź)
- Reformierte Kirche, erbaut 1794–1801
- Römisch-katholische Kirche Szent István király, erbaut 1866
- Sándor-Petőfi-Büste

## Gemeindepartnerschaften
- Cămin, Rumänien
- Căpleni, Rumänien

## Verkehr
Taktaszada ist nur über die Nebenstraße Nr. 36104 zu erreichen. Es bestehen Busverbindungen nach Szerencs. Von dem am westlichen Ortsrand gelegenen Bahnhof gibt es Zugverbindungen nach Miskolc, Nyíregyháza. Füzesabony und Sátoraljaújhely.